# Eupithecia inclinata
Eupithecia inclinata là một loài bướm đêm trong họ Geometridae.